# Francis E. Putz
Francis E. Putz ( 1952) es un botánico, y ecólogo estadounidense, que ha trabajado en el Centro para la Investigación Forestal Internacional (CIFOR), Yakarta, Indonesia.

## Algunas publicaciones
- francis e. Putz. 2013. Complexity confronting tropical silviculturalists pp. 165-186 en, C. Messier, K. J. Puettman, K.D. Coates, eds. Managing Forests as Complex Adaptive Sytems. Building Resilience to the Challenge of Global Change. Earthscan, New York

- ------------------. 2011. Ecologia das Trepadeiras. ECOLOGIA 24

- ------------------, j. Ewel, a.e. Lugo. 2007. Forest management versus forest degradation and destruction. Letter in Frontiers in Ecology and the Environment 5: 237-238

- j.j. Ewel, francis e. Putz. 2004. A place for alien species in ecosystem restoration. Frontiers in Ecology and the Environment 2: 354-360

- d. Alvira, francis e. Putz, t.s. Fredericksen. 2004. Liana loads and post-logging liana densities after liana cutting in a lowland forest in Bolivia. Forest Ecology and Management

- francis e. Putz, g.m. Blate, k.h. Redford, r. Fimbel, j. Robinson. 2001. Tropical forest management and conservation of biodiversity: an overview. Conservation Biology, 15, 7-20

- ------------------, k.h. Redford, j.g. Robinson, r. Fimbel, g.m. Blate. 2000. Biodiversity conservation in the context of tropical forest management. Environment paper 75, Biodiversity Series, Global Environment Division, The World Bank, Washington D.C

- m.a. Pinard, francis e. Putz. 1992. Vine infestation of large remnant trees in logged forest en Sabah, Malaysia: Biochemical facilitation in vine succession. J. of Tropical Forest Sci. 6 (3): 302 - 309 302

- francis e. Putz, harold a. Mooney. 1991. The Biology of vines. Ed. Cambridge Univ. Press ISBN 0-521-39250-0

- ------------------, n.m. Holnrook. 1991. Biomechanical studies of vines pp. 73 - 97

- ------------------, p. Chai. 1987. Ecological studies of lianas in Lambir National Park, Sarawak. J. of Ecology 75:523-531

- ------------------. 1984. The natural history of lianas on Barro Colorado Island, Panama. Ecology 65: 1713-1724
- La abreviatura «Putz» se emplea para indicar a Francis E. Putz como autoridad en la descripción y clasificación científica de los vegetales.[3]